# Marcelo D2
Marcelo Maldonado Gomes Peixoto, mais conhecido como Marcelo D2 (Rio de Janeiro, 5 de novembro de 1967), é um rapper brasileiro, vocalista da banda Planet Hemp, que hoje quer continuar em carreira solo e em projeto paralelo com a volta da banda Planet Hemp. Célebre por misturar o samba com a black music, fez várias parcerias com alguns artistas de outros gêneros, como o axé music, e com pessoas que fazem batidas de música eletrônica com a boca, popularmente conhecido como beatbox. Atualmente, um de seus principais parceiros em shows e turnês, é Fernandinho BeatBox, o qual, faz alguns efeitos em suas músicas, e sempre é chamado ao palco, para animar o público, com seus hits.
Seu apelido, D2, vem de "dar um 2", o que significa dar apenas dois "pegas", isto é, fumar maconha, no jargão dos usuários.
Marcelo D2 surgiu na música brasileira em 1995, com o disco de estreia do Planet Hemp, Usuário, uma estreia que mostrou pela primeira vez as virtudes de um autêntico hip hop made in Brasil. O som era pesado, cercado de brasilidade, carioquice e com letras que discutiam a discriminação da maconha e a liberdade de expressão. O segundo CD, "Os Cães Ladram mas a Caravana Não Pára", de 1996, já tinha uma temática mais abrangente, com uma visão social, abordando as chacinas e a violência policial no Rio de Janeiro. O disco também já sinalizava novos rumos. Em "Hip Hop Rio", por exemplo, Marcelo  canta "Sou do samba/ Sou do reggae/ Sou do soul/ Mas também sou do hip hop". Há ainda a bossa nova que antecede a canção "100% hardcore" e a regravação de "Nega do Cabelo Duro". Nessa época, o cerco em torno da abordagem da temática hemp foi se fechando. Em 1997, O Planet chegou a ficar na cadeia por uma semana, em Brasília.
Em 1998, deu um tempo do grupo, gravando o álbum Eu Tiro É Onda, que mistura samba e hip hop. Essa fusão, porém, só seria reconhecida e consagrada em 2003, com o lançamento do álbum À Procura da Batida Perfeita, seu primeiro álbum em carreira solo. Entre os dois discos solo de Marcelo, o Planet Hemp ainda lançou, em 2000, A Invasão do Sagaz Homem Fumaça e um MTV ao Vivo, em 2001.
Em 2004, lançou seu Acústico MTV. Seu terceiro disco solo é Meu Samba É Assim, cujas canções contêm letras autobiográficas, e que mostra, além do samba e do hip hop,  uma diversidade de influências de diferentes vertentes do rap.
Em outubro de 2008, a revista Rolling Stone lançou a  "Lista dos Cem Maiores Artistas da Música Brasileira" , colocando Marcelo D2 em 73° lugar.

## Biografia

### Infância e juventude
Os pais se conheceram no trabalho, numa fábrica de tecidos. Dark Gomes Peixoto (“Ia ser Joana Dark e nasceu homem”, conta Marcelo) era chefe do departamento pessoal. A mãe, Paulete Maldonado, era costureira. A cegonha poderia ter deixado o rapper em Madureira, onde morava o casal, mas dona Paulete preferiu dar à luz num hospital em São Cristovão. "Suburbano  de  pai  e  mãe"  (Dark nasceu em Abolição, e Paulete é de Padre Miguel), cresceu em Maria da Graça. Aos nove anos, porém, foi morar no Andaraí - não no morro, mas perto. Precisou aprender rápido algumas lições. "Eu já tinha vivido ali até os quatro anos. Mas quando voltei, aos nove, não conhecia mais ninguém. Minha mãe me mandou ir na padaria. Ia voltando com um saco de leite, os moleques da rua me agarraram, queriam roubar o leite. Saí correndo, me agarraram, um tava com um canivete e cortou meu peito."
Marcelo diz que já quebrou a cabeça 14 vezes, a maioria delas andando de skate. Roubou também umas tantas outras.  "Diversão de guri. Saía de casa e ficava metendo o dia todo. Lojas Americanas, C&A...  Saía de chinelos e voltava de tênis e mochila nas costas. Minha mãe só perguntava: 'Onde foi que tu arranjou isso?'."  O pai chegou a passar um ano desempregado, mas nunca faltou um ovo, um arroz com feijão no jantar. Num Natal mais pobre, ele inventou brinquedos de papel para Marcelo e a irmã, Carla. Em épocas boas, fazia questão de passar para o filho o amor por sua escola de samba. Também era de lei seu pai levá-lo ao Maracanã para ver o Flamengo. Bom de bola, Marcelo, é claro, idolatrava o Zico acima de qualquer entidade religiosa. Quando resolveu enveredar por outro ramo de pivetagem - a pichação - quis homenagear o Zico. Na estreia pelos muros, porém, uma "sujada" inoportuna o impediu de concluir o serviço. Acabou ficando conhecido no bairro como Zic. A empolgação com os sprays bateu de frente com o desinteresse pelos estudos. "Estudava na Escola Municipal Panamá, no Grajaú, e a galera do Andaraí tocava o terror. Um dia a gente pichou as paredes do colégio. Só que eu pichei meu nome e minha turma: Marcelo da 501. Fui expulso. Até a sexta série, ainda fui bom aluno. Aí comecei a zoar. Foi quando meus pais se separaram."
Aos 13 anos, Marcelo ficava até 72 horas sem aparecer em casa. Um dia, Marcelo chegou em casa, e seu  pai estava lá, embora já não morasse mais com sua mãe. "Tu é homem já, fica cheirando essas coisas, fumando esses negócios, bebendo cachaça...  BUM!  Me deu um soco na cara. 'Só vou te bater como homem, não como pai'." Dark nunca tinha sido de bater nele. Mais ou menos nessa época, Marcelo começou a se emendar. E a  trabalhar. Quando a mãe se casou de novo, brigou com o  padrasto e saiu de casa. Foi morar com o pai, no Catete. Uma saída estratégica, já que muitos dos moleques  estavam virando traficantes. No Catete, o problema era outro: dividir uma quitinete com o pai e sua amiga. "Eu com 14 anos... mó treta. A mulher reclamava demais". Marcelo morava ali mas vivia na casa de amigos. "Deixava a roupa lá, ficava uma semana sumido". Com o tempo, parou de pichar, serviu ao Exército, arrumou um  emprego  estável, como  vendedor  de uma loja de móveis no mesmo bairro,  e se casou. Assim mesmo, sem preliminares. "A gente não namorou. Casou logo." Ela namorava um amigo dele. Conheceram-se em um carnaval. Ele a chamou: "Vem fazer um rango lá em casa". Ela foi e ficou. Sônia tinha 16 anos, três a menos que ele. Foi paixão à primeira vista, mas Stephan só nasceu cinco anos depois.” A crise apertou, e o rapaz esforçado da loja de móveis nunca era esforçado o bastante. Parentes da Sônia tinham uma loja de cosméticos no interior do Paraná, e o casal embarcou numa aventura. Foi morar em Maringá. "Eu ganhava um salário mínimo e ela ganhava outro."  

### Carreira

#### Planet Hemp
De volta ao Rio, o Planet Hemp entrou na vida do Marcelo para mudar de vez. Um encontro casual entre dois nas ruas do Catete foi a semente do grupo. Marcelo, que era vendedor e artesão de camisetas de rock,  passou com uma   camiseta dos Dead Kennedys e  Skunk falou: "Aí... você gosta de Dead Kennedys? Então toma essa fita aqui." Era um cassete de uma  banda obscura  chamada Dread Flintstones. "Amanhã você me devolve." Desse diálogo sem pretensão, nasceu uma amizade e uma vocação. "O Skunk fala de música o tempo todo. Me levou na Rua 13 de Maio, conheci a galera lá, que me mostrou uns sons, botou pilha. Aí eu resolvi: "Ah, vou deixar de ser vagabundo, quero ser músico." Skunk tinha a ideia de fazer letras em inglês, como era onda na época (1992), mas Marcelo exigiu o português. 
| “ | "Eu gosto de usar tênis importado e camisa do Mengão, gosto de um pagodinho, de fazer hip hop falando “cumpadi”, tá ligado? Não posso esconder que gosto de Beth Carvalho." | ” |

Antes de fundar a banda, Skunk já sabia que estava com Aids. Os dois já trabalhavam na mesma barraca como camelôs. Skunk começou a ficar doente, e a madrasta dele falou: "Tô com medo que seja Aids." Marcelo ia pegar o teste com ele. Ele não deixou, foi sozinho e disse que estava tudo certo. A perda do amigo, em junho de 1994, marcou profundamente a vida e a carreira de D2, que criou o Selo Positivo, para ajudar no tratamento de crianças portadoras do vírus HIV. 
Skunk era o vocalista do grupo Planet Hemp no início da década de 1990. Mesmo com uma verdadeira legião de fãs, a banda circulava apenas no circuito alternativo carioca. Skunk, na ascensão do grupo musical, participou de shows em inúmeros lugares, mas infelizmente não presenciou a dimensão que o Planet Hemp iria ganhar. Em 1995, a entrada de BNegão agita a vida dos músicos, e eles lançam o primeiro álbum do grupo, Usuário, pelo selo Chaos, na Sony Music, dedicado a Skunk, vendendo 380 mil cópias. O segundo, Os Cães Ladram mas a Caravana Não Pára, de 1997, ultrapassou o anterior em 400 mil cópias. A partir daí, veio mais um álbum, A Invasão do Sagaz Homem Fumaça, e algumas confusões devidas ao conteúdo das letras.

#### Carreira solo
Nas férias de 1998 deu seu primeiros passos em sua carreira solo, com o lançamento do seu primeiro álbum Eu Tiro é Onda. Gravado em seu estúdio caseiro por David Corcos e mixado em Nova York e Los Angeles por Carlos Bess e Mário Caldato Jr, esse álbum foi muito bem aceito pelo público e pelo movimento rap de São Paulo. Mas, só em 2003, Marcelo D2 deixa definitivamente o Planet Hemp e dedica-se à carreira solo. No mesmo ano, D2 lança seu segundo disco A Procura da Batida Perfeita, e, desse disco, vieram então os sucessos "A Procura da Batida Perfeita", "A Maldição do Samba", "Qual É"  e "Loadeando", cantada com o seu filho Stephan. O disco também foi lançado na Europa, nos Estados Unidos e na Ásia; por causa disso, D2 fez cinco turnês na Europa,  apresentando-se nos maiores festivais do continente, como Wonex, Montreux, Roskilde e Reading, e em casas de show tradicionais, como o Cité de la musique, em Paris. Conquistou todos os prêmios e foi eleito o  melhor letrista popular de 2004, pela Academia Brasileira de Letras. Também participou de Assim Caminha A Humanidade, de seus ídolos Thaíde & DJ Hum, e da trilha sonora de A Taça do Mundo é Nossa, dos humoristas do Casseta & Planeta.
Depois do lançamento do segundo disco, Marcelo D2 começa uma mistura entre rap e samba, buscando a musicalidade ideal. Um de seus maiores sucessos da carreira solo "1967", que conta a história de sua vida, inspirada na canção "Espelho", de João Nogueira, seu maior ídolo junto com Bezerra da Silva, foi toda remontada com base nessa mistura, a música posteriormente foi mostrada ao vivo no álbum Acústico MTV.  Em ambos, Marcelo experimentou scratches e percussão. Em maio de 2006, lançou seu terceiro disco solo, que trouxe músicas "com a sua cara", nas 15 faixas de Meu Samba É Assim. Durante muitos meses, D2 recebeu uma quantidade enorme de bases de diferentes DJs de todo o país. Segundo as palavras dele mesmo:
"O grande diferencial desse disco é porque depois que eu ouvi mais de cem músicas, eu escolho essas quinze e ainda ficou muita coisa boa de fora que ainda pode vir em um próximo disco ou em um remix. Esse disco é muito mais autobiográfico do que o A Procura da Batida Perfeita. As letras são muito mais como "Eu Tiro é Onda", eu falo mais de mim e tal. Em A Procura da Batida Perfeita, eu estava falando de música, a coisa toda ali. Esse já é mais uma autobiografia mesmo. Todo clássico do rap vem na primeira pessoa".
A apresentação do novo disco incluiu uma excursão de dois meses pela Europa, com início dia 4 de junho em Portugal, na abertura do último dia do Rock in Rio Lisboa 2006. Marcelo D2 fez nesta digressão uma pequena pausa para alguns concertos nos Estados Unidos. Venceu o Prêmio Multishow 2007 na categoria Melhor Clipe, com Dor de Verdade. Ainda no mesmo ano, o single That's What I Got ganhou uma versão mixada, que entrou na trilha sonora nacional de Malhação 2007, que abriu o disco. Em 2008, várias músicas do cantor foram compradas para estar na trilha sonora do filme americano Turistas.

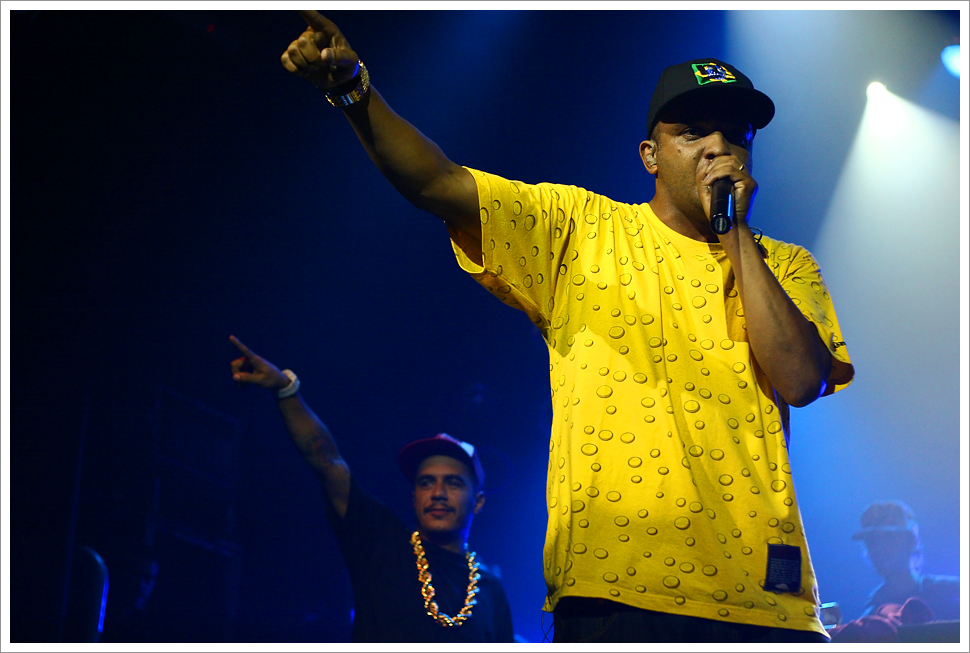
Marcelo D2, em segundo plano, ao lado de seu parceiro Fernandinho Beat Box.

Em 2008, D2  lançou seu quarto disco, A Arte do Barulho, que mantinha a mescla de hip hop e samba. A esse álbum seguiu-se, em 2010, Marcelo D2 Canta Bezerra da Silva, um disco de versões do sambista Bezerra da Silva. No mesmo ano, Marcelo também participou de um episódio da série As Cariocas, onde fez parceria com Grazi Massafera.
Seu disco mais recente é Nada Pode Me Parar, de 2013. Para o álbum, que inclui samples de vários artistas, como Milton Nascimento, Ivan Lins e Raul Seixas, além de uma participação do filho Stephan, Marcelo gravou clipes de todas as 15 faixas no Brasil e exterior.
Em 2021, seu álbum Assim Tocam Meus Tambores foi indicado ao Grammy Latino de melhor álbum de rock ou música alternativa em língua portuguesa. Seu disco IBORU foi escolhido pela Associação Paulista de Críticos de Arte como um dos 50 melhores álbuns nacionais de 2023.

## Características Musicais

### Estilo e Influências
Marcelo D2 é conhecido por ser o pioneiro do hip hop mistura com samba, isso claramente em sua discografia solo. No entanto, podemos encontrar influências ecléticas em sua música : do clássico samba como Bezerra da Silva, João Nogueira ou, o punk do Dead Kennedys, funk do Kool & the Gang e James Brown, e o hip hop de Afrika Bambaataa, Grandmaster Flash, Run DMC, Public Enemy e Beastie Boys. Podemos, ainda, citar aqui a influência que Chico Science exerceu em Marcelo, chegando mesmo a ter faixas bastante parecidas com a música do proeminente compositor pernambucano em seu repertório (como, por exemplo, Dig dig dig - Deisdasseis). Ao iniciar sua carreira solo, especialmente depois de seu segundo CD, Marcelo D2 passa por uma clara evolução em termos de maturidade e estilo.
A respeito da temática de suas letras, Marcelo D2 pode ser considerado um MC atípico no cenário brasileiro. Embora a violência nas favelas e subúrbios, os abusos da polícia, as drogas e a corrupção política estejam presentes nas suas letras, a sua capacidade de contar temas cotidianos (e noites passadas no decadente e boêmio bairro da Lapa) está a pontos de distância do hardcore. Um tema positivo em torno de advocacia de maconha ou ritmos mais dançantes tornam o seu sucesso transversal na sociedade brasileira, em geral pontilhada por preconceitos e estereótipos que associam o hip hop à delinquência e marginalidade, o que favorece a sua rejeição pela classe média.

## Discografia

### Carreira solo

#### Álbuns de estúdio
- (1998) Eu Tiro é Onda
- (2003) À Procura da Batida Perfeita
- (2006) Meu Samba é Assim
- (2008) A Arte do Barulho
- (2010) Marcelo D2 canta Bezerra da Silva
- (2013) Nada Pode Me Parar
- (2018) Amar é para os Fortes
- (2020) Assim Tocam os Meus Tambores
- (2023) Iboru
- (2024) Marcelo D2 & SambaDrive - Direct-to-Disc
- (2024) Manual Prático do Novo Samba Tradicional, Vol.1: Dona Paulete
- (2025) Manual Prático do Novo Samba Tradicional, Vol. 2: Tia Darci
- (2025) Manual Prático do Novo Samba Tradicional, Vol 3: Luiza
- (TBA) (2025) Manual Prático do Novo Samba Tradicional, Vol 4: Carla

#### Álbuns ao vivo/vídeo
- (2004) Acústico MTV: Marcelo D2
- (2015) Nada Pode Me Parar - Ao Vivo!
- (2023) Marcelo D2 e Um Punhado de Bamba · Ao Vivo no Cacique de Ramos

### Singles
| Ano  | Single                                                | Paradas musicais | Paradas musicais | Paradas musicais       | Paradas musicais | Álbum                         |
| Ano  | Single                                                | BRA Hot 100      | BRA Hit Parade   | BRA Radio Rap & HipHop | Bill. BRA        | Álbum                         |
| ---- | ----------------------------------------------------- | ---------------- | ---------------- | ---------------------- | ---------------- | ----------------------------- |
| 1998 | "1967"                                                | 61               | —                | 23                     | —                | Eu Tiro é Onda                |
| 1999 | "Mantenha o Respeito"                                 | 77               | —                | 25                     | —                | Eu Tiro é Onda                |
| 2000 | "Vai Vendo"                                           | 11               | 9                | 2                      | —                | Eu Tiro é Onda                |
| 2003 | "A Procura da Batida Perfeita"                        | 1                | 2                | 1                      | —                | À Procura da Batida Perfeita  |
| 2003 | "Qual é?"                                             | 1                | 1                | 1                      | —                | À Procura da Batida Perfeita  |
| 2004 | "Loadeando" (Part. Stephan)                           | 16               | 12               | 5                      | —                | À Procura da Batida Perfeita  |
| 2004 | "A Maldição do Samba"                                 | 51               | —                | 18                     | —                | À Procura da Batida Perfeita  |
| 2005 | "CB (Sangue Bom)" (Part. Will.i.am)                   | 7                | 4                | 1                      | —                | Acústico MTV: Marcelo D2      |
| 2005 | "Contexto" (Part. BNegão)                             | 42               | —                | 13                     | —                | Acústico MTV: Marcelo D2      |
| 2006 | "Gueto" (Part. Mr. Catra)                             | 64               | —                | 12                     | —                | Meu Samba é Assim             |
| 2007 | "Dor de Verdade" (Part.Zeca Pagodinho e Arlindo Cruz) | —                | —                | —                      | —                | Meu Samba é Assim             |
| 2007 | "That's What I Got" (Part.Chali Tuna)                 | 8                | 5                | 1                      | —                | Meu Samba é Assim             |
| 2008 | "Desabafo"                                            | 6                | 8                | 1                      | —                | A Arte do Barulho             |
| 2009 | "Ela Disse" (Part.Thalma de Freitas)                  | 18               | 20               | 8                      | 43               | A Arte do Barulho             |
| 2009 | "Pode Acreditar (Meu Laiá Laiá)"                      | 62               | —                | 15                     | —                | A Arte do Barulho             |
| 2011 | "Todos" (part. Macaco)                                | 53               | —                | —                      | —                | Trilha de Malhação Conectados |
| 2013 | "Está Chegando a Hora (Abre Alas)"                    | 35               | —                | —                      | 73               | Nada Pode Me Parar            |
| 2017 | "Resistência Cultura" (Part. Helio Bentes e Siba)     | 74               | —                | —                      | —                | Amar é para os Fortes         |

#### Participações
| Ano  | Single                                        | Paradas musicais | Paradas musicais | Paradas musicais       | Álbum                             |
| Ano  | Single                                        | BRA Hot 100      | BRA Hit Parade   | BRA Radio Rap & HipHop | Álbum                             |
| ---- | --------------------------------------------- | ---------------- | ---------------- | ---------------------- | --------------------------------- |
| 2000 | "Viagem na Rima" (feat. Thaíde & DJ Hum)      | —                | —                | —                      | Assim Caminha a Humanidade        |
| 2003 | "União Enfumaçada" (feat. Lethal Kalongi)     | —                | —                | —                      | Frutos da Rua (Testemunha Ocular) |
| 2004 | "O Rap Não Tem Para Ninguém" (feat. Negra Li) | 82               | —                | 28                     | Guerreiro, Guerreira              |
| 2009 | "Quem não quer sou eu" (feat. Perlla)         | 36               | —                | —                      | somente nas rádios                |
| 2011 | "Falo Nada" (feat. ConeCrewDiretoria)         | —                | —                | —                      | Com Os Neurônios Evoluindo        |

## Videoclipes
- "Profissão MC"
- "1967 (Ao Vivo)"
- "Eu Tiro É Onda"
- "O Império Contra-Ataca"
- "Eu Tive Um Sonho"
- "Samba de Primeira / Tim Dom Dom"
- "Mantenha O Respeito"
- "Qual É?"
- "Loadeando"
- "Vai Vendo"
- "A Procura da Batida Perfeita"
- "A Maldição do Samba"
- "Gueto"
- "Sou Ronaldo"
- "Dor de Verdade"
- "Desabafo"
- "Ela Disse"
- "Pode Acreditar"
- "Meu Tambor"
- "Obrigado, Brasil" (part. Snoop Dogg)
- "Eu e meu filho" (part. Stephan)